# Verwaltungsgemeinschaft Bergbahnregion/Schwarzatal
La Verwaltungsgemeinschaft Bergbahnregion/Schwarzatal est une communauté d'administration allemande qui regroupe 5 communes du land de Thuringe, dans l'arrondissement de Saalfeld-Rudolstadt, au centre de l'Allemagne. En 2015, sa population est de 5 168 habitants.

## Source de la traduction
- (de) Cet article est partiellement ou en totalité issu de l’article de Wikipédia en allemand intitulé « Verwaltungsgemeinschaft Bergbahnregion/Schwarzatal » (voir la liste des auteurs).